# Hypephyra eutichea
Hypephyra eutichea là một loài bướm đêm trong họ Geometridae.